# Warning
Warning är Green Days sjätte studioalbum som släpptes den 3 oktober 2000 av Reprise Records. 

## Singlar
1. Minority, släppt den 31 augusti 2000.
2. Warning, släppt den 11 december 2000.
3. Waiting, släppt den 29 oktober 2001.
4. Macy's Day Parade, släppt den 3 november 2001.

## Låtförteckning
Alla texter är skrivna av Billie Joe Armstrong och all musik av Green Day, om inget annat nämns.
1. Warning (3:42)
2. Blood, Sex and Booze (3:33)
3. Church on Sunday (3:18)
4. Fashion Victim (2:48)
5. Castaway (3:52)
6. Misery (5:05) (Text av Green Day)
7. Deadbeat Holiday (3:35)
8. Hold On (2:56)
9. Jackass (2:43)
10. Waiting (3:13)
11. Minority (2:49)
12. Macy's Day Parade (3:34)